# Ransford Osei
Ransford Osei (Acra, 5 de diciembre de 1990) es un futbolista ghanés. Juega de delantero y su actual equipo es el RoPS Rovaniemi finés.

## Trayectoria
Comenzó de joven a jugar en el Adelaide. En el 2002 paso al Kessben F.C en donde debutó profesionalmente en 2005 estando hasta el 2008 en este club, año en el que paso al Maccabi Haifa institución en donde logró el campeonato israelí. 
En julio de 2009 fue cedido a préstamo al FC Twente, equipo con el que ganó el título de liga. El 31 de agosto de 2010, el futbolista ghanés firmó por un año con el Granada CF.

## Selección nacional

### Selección Sub-17
Con la Selección sub-17 de Ghana, Ransford logró el tercer puesto en el Campeonato Sub-17 Africano 2007 desarrollado en Togo, en el que logró ser el goleador del torneo.
Jugó la Copa Mundial de Fútbol Sub-17 de 2007 donde tuvo una muy buena actuación que ayudó a Ghana a ser 4º y ganar la Bota de Plata con 6 goles detrás de Macauley Chrisantus que hizo 7.

### Selección Sub-20
En la Sub-20 fue campeón y goleador del Campeonato Juvenil Africano de 2009 en donde anotó 7 goles, clasificando así para la Copa Mundial de Fútbol Sub-20 de 2009 de Egipto. 
En este campeonato le hizo un gol a Uzbekistán, a Inglaterra y a Uruguay, todos en la fase de grupos y en los cuartos de final le anotó 1 a Corea del Sur para así lograr 4 en todo el certamen. En la final frente a Brasil fue titular y Ghana venció y por primera vez logró el título de la categoría.

### Selección absoluta
Debutó con la selección de mayor de Ghana en un partido amistoso frente a Togo el 18 de noviembre de 2007 con tan solo 16 años, además fue convocado para disputar la Copa Africana de Naciones 2010.

### Participaciones en Copa Africana de Naciones
| Copa Africana                  | Sede   | Resultado  |
| ------------------------------ | ------ | ---------- |
| Copa Africana de Naciones 2010 | Angola | Subcampeón |

## Palmarés

### Campeonatos nacionales
| Título      | Club          | País   | Año       |
| ----------- | ------------- | ------ | --------- |
| Ligat ha'Al | Maccabi Haifa | Israel | 2008/2009 |

### Copas internacionales
| Título                      | Club               | País   | Año             |
| --------------------------- | ------------------ | ------ | --------------- |
| Campeonato Juvenil Africano | Selección de Ghana | Ruanda | 2009 (detalles) |
| Copa Mundial Sub-20         | Selección de Ghana | Egipto | 2009 (detalles) |

### Distinciones individuales
| Distinción                                           | Año  |
| ---------------------------------------------------- | ---- |
| Balón de Oro Campeonato Sub-17 Africano 2007         | 2007 |
| Balón de Plata Copa Mundial de Fútbol Sub-17 de 2007 | 2007 |
| Balón de Oro Campeonato Juvenil Africano de 2009     | 2009 |